# Patrick Helmes
Patrick Helmes, född 1 mars 1984 i Köln i Västtyskland, är en tysk fotbollsspelare som spelar som anfallare för den tyska klubben VfL Wolfsburg och det tyska landslaget.

## Karriär

### Ungdom
Som ung var Helmes verksam i lokala klubbar i Freudenburg i regionen Westfalen och Siegen. Vid trettonårsåldern 1997 bestämde sig Helmes för att lämna sin föregående klubb och gå med i den tyska klubben Köln. Klubben var dock inte nöjd med hans insats där och säsongen 2000 bestämde man för att släppa Helmes, eftersom han ansågs vara obalanserad. Samma år bestämde sig Helmes för att än en gång förenas med sin gamla klubb, Sportfreunde Siegen. Vid säsongen 2004-05 hade Helmes gjort 21 mål för laget, vilket gjorde att han blev vald som årets målskytt i ligan. Han hjälpte även laget, som då spelade i Regionalliga till andra divisionen.

### Köln
Efteråt bestämde sig Helmes att lämna Siegen för ännu en av hans gamla klubbar, Köln, Han gjorde sin debut för laget 2005 och gjorde sitt första mål i hans andra spel mot rivalerna Bayer Leverkusen. När klubben gick upp i den andra divisionen blev Helmes en av de viktigaste spelarna i laget efter att gjort 7 mål i sina första fem säsonger, samtidigt som han lyckades hålla Köln i toppen. Senare blev han dock skadad och spelade sina sista matcher med en bruten fot. Skadan gjorde att han inte kunde spela på fyra månader, vilket gjorde att Köln började förlora och att klubbens chanser att nå den första divisionen försvann.
Även om matcherna gick dåliga hade Helmes ingen avsikt med att gå med i en annan klubb, trots att han bekräftade själv att han skulle lämna klubben säsongen 2008-09 för att spela för Bayer Leverkusen. Trots alla bekräftningar, bestämde sig ändå tränaren Christoph Daum att utnämna honom till kapten för laget sommaren 2007. Helmes blev senare ersadd, men trots det hade han en bra säsong, då tyske sportmagasinen Kicker Sportmagazin utnämnde honom till årets anfallare av den andra divisionen, före andra spelare som Oliver Neuville, Chinedu Obasi och Demba Ba.

### Bayer Leverkusen
Säsongen 2008-09 började för mestadels bra för tysken, trots att han blev skadad i juni och vila i tre veckor. Tillsammans med Stefan Kießling gjorde han Helmes sex mål på de första fem matcher av säsongen, en av dem en hat-trick mot Hannover 96. Efter att skrivit på kontrakt ända tills 2012 blev hans kontrakt förlängd till 2013.

### Tyskland
Helmes gjorde sin debut för Tyskland den 28 mars 2007 i en vänskapsmatch mot Danmark efter att ha ersatt Jan Schlaudraff i den 80:e minuten. Kort därefter vann Helmes två landskamper till, innan han nominerades för första gången i landslagstruppen den 12 september 2007 mot Rumänien. Matchen spelades i RheinEnergieStadion i hans hemstad. Senare var Helmes med i tränaren Joachim Löws lista över spelartruppen inför Europamästerskapet i fotboll 2008, men blev dock ej uttagen och ersattes av Oliver Neuville.